# Robert Lang
Robert Lang (Teplice, 23 dicembre 1978) è un ex hockeista su ghiaccio cecoslovacco, dal 1993 ceco.

## Palmarès

### Olimpiadi
- Oro a Albertville 1992.[1]
- Bronzo a Nagano 1998.[2]
- Bronzo a Torino 2006.[2]

### Mondiali
- Oro a Austria 1996.[2]
- Bronzo a Cecoslovacchia 1992.[1]
- Bronzo a Finlandia 1997.[2]